# 統合幕僚会議議長
| 陸将 | 海将 | 空将 |
|      |      |      |

統合幕僚会議議長旗（統合幕僚長旗と同じ）

統合幕僚会議議長（とうごうばくりょうかいぎぎちょう）は、かつて置かれていた自衛隊の役職。統合幕僚会議の議長であり、自衛官の最上位であった。2006年の制度改正による統合幕僚監部の設置に伴い、統合幕僚会議議長は統合幕僚長へと変更された。

## 概要
統合幕僚会議議長は、統合幕僚会議とともに1954年の自衛隊の発足に伴い設置された。初代議長は林敬三（保安庁第一幕僚長・警察予備隊総隊総監）。自衛官の最上位（防衛庁設置法第27条2）であり、陸将・海将・空将のいずれかをもってあて、専任職とされた（防衛庁設置法第27条2）。階級章は幕僚長たる将と同じであり、統合幕僚会議議長章を付けた。統合幕僚会議の構成員は議長のほか、陸上幕僚長、海上幕僚長、航空幕僚長であった（防衛庁設置法第27条）。
議長の職務は統合幕僚会議の会務を総理すること（防衛庁設置法第27条3）にあり、三自衛隊に対する指揮監督・隊務の統括、防衛庁長官の補佐、長官の命令の執行は各自衛隊の幕僚長の職務であった（自衛隊法第8条・第9条）。例外的に2以上の自衛隊からなる特別の部隊（統合部隊）を編成した場合は、統合幕僚会議議長は長官を補佐し、部隊に対して長官命令を執行することができた（昭和36年6月改正自衛隊法第22条、昭和36年6月改正防衛庁設置法第26条）ものの、編成事例はなかった。
統合幕僚会議は三自衛隊の調整機関であり、統合幕僚会議議長は自衛官の最高位であったものの権限は決して大きくは無く、会議の議決権を持っておらず各幕僚長と同格であり、各幕僚長に対する指揮命令権も無かった。
敗北した第二次世界大戦において、旧陸海軍間の対立が軍事行動に支障を生じたことからも軍種間の調整や統合作戦の重要性自体は理解されており、防衛庁・自衛隊発足時に統合幕僚機関を設置する構想があったが、各所の反対により、調整機関となる統合幕僚会議の設置及び各幕僚長と同格の統合幕僚会議議長が置かれることとなった。
統合幕僚会議では、統合防衛計画作成や出動時の統合調整を行う（防衛庁設置法第26条）としていた。しかし、会議は合議が原則であり、統合運用が必要な事態においては、迅速な意思決定が難しい場合も想定されていた。
技術の発展や日本を取り巻く情勢の変化により、自衛隊における統合運用の強化が求められ、2002年には防衛庁内で統合運用強化に向けての報告が行われた。結果、防衛庁長官に対する補佐の一元化と部隊運用の統合化が図られ、2006年に統合運用の幕僚組織としての統合幕僚監部が設置され、統合幕僚会議議長に代わり統合幕僚監部の長としての統合幕僚長が設置された。最後の統合幕僚会議議長である先崎一は、初代の統合幕僚長に就任している。

## 統合幕僚会議及び議長の権限の拡大
統合幕僚会議及び議長については、権限の拡大が図られてきている。
- 1954年

統合幕僚会議の発足、議長の設置（防衛庁設置法・自衛隊法の制定）。統合幕僚会議の権限は、統合防衛計画等の調整や出動時（防衛出動、治安出動）における指揮命令の統合調整等。議長は会議の総理を行う。
- 1961年

議長の権能として、特別の部隊（統合部隊）に対する命令執行等が追加。統合幕僚会議は、これに関して長官を補佐する。
- 1998年

統合幕僚会議の調整事項に統合警備計画が追加されたほか、出動時以外の統合運用が必要として長官が定める場合（災害派遣、国際平和協力業務等）にも統合調整を実施し、議長が統合部隊への命令を執行する。
- 2006年

統合幕僚監部の発足、統合幕僚長の設置。

## 部隊運用系統
- 防衛庁長官からの部隊運用系統[2]

|            |            |            |            |            |            |  |  | 陸上幕僚長       |            |            |            |            |            |  |  |                  |  |  |  |
|            |            |            |            |            |            |  |  |                  |            |            |            |            |            |  |  | 陸上自衛隊の部隊 |  |  |  |
|            |            |            |            |            |            |  |  |                  |            |            |            |            |            |  |  |                  |  |  |  |
| 防衛庁長官 | 防衛庁長官 | 防衛庁長官 | 防衛庁長官 | 防衛庁長官 | 防衛庁長官 |  |  | 海上幕僚長       | 海上幕僚長 | 海上幕僚長 | 海上幕僚長 | 海上幕僚長 | 海上幕僚長 |  |  |                  |  |  |  |
| 防衛庁長官 | 防衛庁長官 | 防衛庁長官 | 防衛庁長官 | 防衛庁長官 | 防衛庁長官 |  |  | 海上幕僚長       | 海上幕僚長 | 海上幕僚長 | 海上幕僚長 | 海上幕僚長 | 海上幕僚長 |  |  |                  |  |  |  |
|            |            |            |            |            |            |  |  |                  |            |            |            |            |            |  |  | 海上自衛隊の部隊 |  |  |  |
|            |            |            |            |            |            |  |  |                  |            |            |            |            |            |  |  |                  |  |  |  |
|            |            |            |            |            |            |  |  | 航空幕僚長       |            |            |            |            |            |  |  |                  |  |  |  |
|            |            |            |            |            |            |  |  |                  |            |            |            |            |            |  |  | 航空自衛隊の部隊 |  |  |  |
|            |            |            |            |            |            |  |  |                  |            |            |            |            |            |  |  |                  |  |  |  |
|            |            |            |            |            |            |  |  | 統合幕僚会議議長 |            |            |            |            |            |  |  |                  |  |  |  |
|            |            |            |            |            |            |  |  |                  |            |            |            |            |            |  |  | 統合部隊         |  |  |  |
|            |            |            |            |            |            |  |  |                  |            |            |            |            |            |  |  |                  |  |  |  |

- 防衛庁長官からの部隊運用系統（統合幕僚長設置後）[2]

|            |            |            |            |            |            |  |  |            |  |  |  |  |  |  |  | 陸上自衛隊の部隊 |                  |                  |                  |                  |                  |  |  |
|            |            |            |            |            |            |  |  |            |  |  |  |  |  |  |  |                  |                  |                  |                  |                  |                  |  |  |
|            |            |            |            |            |            |  |  | 統合幕僚長 |  |  |  |  |  |  |  |                  |                  |                  |                  |                  |                  |  |  |
| 防衛庁長官 | 防衛庁長官 | 防衛庁長官 | 防衛庁長官 | 防衛庁長官 | 防衛庁長官 |  |  |            |  |  |  |  |  |  |  | 海上自衛隊の部隊 | 海上自衛隊の部隊 | 海上自衛隊の部隊 | 海上自衛隊の部隊 | 海上自衛隊の部隊 | 海上自衛隊の部隊 |  |  |
| 防衛庁長官 | 防衛庁長官 | 防衛庁長官 | 防衛庁長官 | 防衛庁長官 | 防衛庁長官 |  |  |            |  |  |  |  |  |  |  | 海上自衛隊の部隊 | 海上自衛隊の部隊 | 海上自衛隊の部隊 | 海上自衛隊の部隊 | 海上自衛隊の部隊 | 海上自衛隊の部隊 |  |  |
|            |            |            |            |            |            |  |  |            |  |  |  |  |  |  |  |                  |                  |                  |                  |                  |                  |  |  |
|            |            |            |            |            |            |  |  |            |  |  |  |  |  |  |  | 航空自衛隊の部隊 |                  |                  |                  |                  |                  |  |  |
|            |            |            |            |            |            |  |  |            |  |  |  |  |  |  |  |                  |                  |                  |                  |                  |                  |  |  |
|            |            |            |            |            |            |  |  |            |  |  |  |  |  |  |  |                  |                  |                  |                  |                  |                  |  |  |
|            |            |            |            |            |            |  |  |            |  |  |  |  |  |  |  | 統合任務部隊     |                  |                  |                  |                  |                  |  |  |
|            |            |            |            |            |            |  |  |            |  |  |  |  |  |  |  |                  |                  |                  |                  |                  |                  |  |  |

## 歴代の統合幕僚会議議長
| 代 | 写真 | 階級 | 氏名       | 在任期間                | 出身校・期                  | 前職       | 備考                                        |
| -- | ---- | ---- | ---------- | ----------------------- | --------------------------- | ---------- | ------------------------------------------- |
| 01 |      | 陸将 | 林敬三     | 1954.07.01 - 1964.08.13 | 東京帝国大学 昭和4年卒      | 第一幕僚長 | 内務官僚出身                                |
| 02 |      | 海将 | 杉江一三   | 1964.08.14 - 1966.04.29 | 海兵56期・ 海大37期         | 海上幕僚長 |                                             |
| 03 |      | 陸将 | 天野良英   | 1966.04.30 - 1967.11.14 | 陸士43期・ 陸大52期         | 陸上幕僚長 |                                             |
| 04 |      | 空将 | 牟田弘國   | 1967.11.15 - 1969.06.30 | 陸士43期                    | 航空幕僚長 |                                             |
| 05 |      | 海将 | 板谷隆一   | 1969.07.01 - 1971.06.30 | 海兵60期                    | 海上幕僚長 |                                             |
| 06 |      | 陸将 | 衣笠駿雄   | 1971.07.01 - 1973.01.31 | 陸士48期・ 陸大55期         | 陸上幕僚長 |                                             |
| 07 |      | 陸将 | 中村龍平   | 1973.02.01 - 1974.06.30 | 陸士49期・ 陸大56期         | 陸上幕僚長 |                                             |
| 08 |      | 空将 | 白川元春   | 1974.07.01 - 1976.03.15 | 陸航士51期・ 陸大58期       | 航空幕僚長 |                                             |
| 09 |      | 海将 | 鮫島博一   | 1976.03.16 - 1977.10.19 | 海兵66期                    | 海上幕僚長 |                                             |
| 10 |      | 陸将 | 栗栖弘臣   | 1977.10.20 - 1978.07.27 | 東京帝国大学・ 海軍短現10期 | 陸上幕僚長 | 超法規発言で辞任                            |
| 11 |      | 陸将 | 高品武彦   | 1978.07.28 - 1979.07.31 | 陸士54期                    | 陸上幕僚長 |                                             |
| 12 |      | 空将 | 竹田五郎   | 1979.08.01 - 1981.02.15 | 陸航士55期                  | 航空幕僚長 |                                             |
| 13 |      | 海将 | 矢田次夫   | 1981.02.16 - 1983.03.15 | 海兵72期                    | 海上幕僚長 |                                             |
| 14 |      | 陸将 | 村井澄夫   | 1983.03.16 - 1984.06.30 | 陸士58期                    | 陸上幕僚長 |                                             |
| 15 |      | 陸将 | 渡部敬太郎 | 1984.07.01 - 1986.02.05 | 陸士60期                    | 陸上幕僚長 |                                             |
| 16 |      | 空将 | 森繁弘     | 1986.02.06 - 1987.12.10 | 陸航士60期                  | 航空幕僚長 |                                             |
| 17 |      | 陸将 | 石井政雄   | 1987.12.11 - 1990.03.15 | 立教大学 昭和28年卒         | 陸上幕僚長 |                                             |
| 18 |      | 陸将 | 寺島泰三   | 1990.03.16 - 1991.06.30 | 東北大学 昭和31年卒         | 陸上幕僚長 |                                             |
| 19 |      | 海将 | 佐久間一   | 1991.07.01 - 1993.06.30 | 防大01期                    | 海上幕僚長 |                                             |
| 20 |      | 陸将 | 西元徹也   | 1993.07.01 - 1996.03.24 | 防大03期                    | 陸上幕僚長 | 後に防衛大臣補佐官 （後の防衛大臣政策参与） |
| 21 |      | 空将 | 杉山蕃     | 1996.03.25 - 1997.10.12 | 防大04期                    | 航空幕僚長 |                                             |
| 22 |      | 海将 | 夏川和也   | 1997.10.13 - 1999.03.30 | 防大06期                    | 海上幕僚長 |                                             |
| 23 |      | 陸将 | 藤縄祐爾   | 1999.03.31 - 2001.03.26 | 防大08期                    | 陸上幕僚長 |                                             |
| 24 |      | 空将 | 竹河内捷次 | 2001.03.27 - 2003.01.27 | 防大09期                    | 航空幕僚長 | 退任後、防衛省顧問                          |
| 25 |      | 海将 | 石川亨     | 2003.01.28 - 2004.08.29 | 防大11期                    | 海上幕僚長 |                                             |
| 末 |      | 陸将 | 先崎一     | 2004.08.30 - 2006.03.26 | 防大12期                    | 陸上幕僚長 | 初代統合幕僚長へ                            |

## 関連条文
- 防衛庁設置法（平成11年8月4日改正時点）

第二十五条（統合幕僚会議）
本庁に、統合幕僚会議を置く。
第二十六条（統合幕僚会議の所掌事務）
統合幕僚会議は、次の事項について長官を補佐する。
一　統合防衛計画の作成及び幕僚監部の作成する防衛計画の調整に関すること。
二　統合警備計画の作成及び幕僚監部の作成する警備計画の調整に関すること。
三　統合後方補給計画の作成及び幕僚監部の作成する後方補給計画の調整に関すること。
四　統合訓練計画の方針の作成及び幕僚監部の作成する訓練計画の方針の調整に関すること。
五　出動時その他統合運用が必要な場合として長官が定める場合における自衛隊に対する指揮命令の基本及び統合調整に関すること。
六　自衛隊法第二十二条第一項又は第二項の規定により編成された特別の部隊で陸上自衛隊の部隊、海上自衛隊の部隊又は航空自衛隊の部隊のいずれか二以上から成るもの（同項の規定により編成されたものにあっては、前号に規定する長官が定める場合に該当する場合において、特に必要があるとして長官が命じたときに限る。）の運用に係る長官の指揮命令に関すること。
七　防衛に関する情報の収集及び調査に関すること。
八　その他長官の命じた事項に関すること。
第二十七条（統合幕僚会議の構成）
統合幕僚会議は、議長並びに陸上幕僚長、海上幕僚長及び航空幕僚長をもつて組織する。
２　議長は、専任とし、自衛官をもつて充てる。議長たる自衛官は、自衛官の最上位にあるものとする。
３　議長は、統合幕僚会議の会務を総理する。
４　統合幕僚会議の議事の運営については、長官が定める。
- 自衛隊法（平成11年12月17日改正時点）

第二十二条（特別の部隊の編成）
内閣総理大臣は、第七十六条第一項、第七十八条第一項又は第八十一条第二項の規定により自衛隊の出動を命じた場合には、特別の部隊を編成し、又は所要の部隊をその隷属する指揮官以外の指揮官の一部指揮下に置くことができる。
２　長官は、第八十二条の規定による海上における警備行動、第八十三条第二項の規定による災害派遣、第八十三条の二の規定による地震防災派遣、第八十三条の三の規定による原子力災害派遣、訓練その他の事由により必要がある場合には、特別の部隊を臨時に編成し、又は所要の部隊をその隷属する指揮官以外の指揮官の一部指揮下に置くことができる。
３　前二項の規定により編成された部隊が陸上自衛隊の部隊、海上自衛隊の部隊又は航空自衛隊の部隊のいずれか二以上から成る場合（当該部隊が前項の規定により編成されたものであるときは、防衛庁設置法第二十六条第一項第六号の規定によりその運用に係る長官の指揮命令に関することについて統合幕僚会議が長官を補佐する場合に限る。）における当該部隊の運用に係る長官の指揮は、統合幕僚会議の議長を通じて行うものとし、これに関する長官の命令は、統合幕僚会議の議長が執行する。
４（略）
- 安全保障会議設置法（昭和61年5月27日改正）

第七条（関係国務大臣等の出席）
議長は、必要があると認めるときは、関係の国務大臣、統合幕僚会議議長その他の関係者を会議に出席させ、意見を述べさせることができる。